# 上海学生英文报
上海學生英文報（Shanghai Students' Post）是中華人民共和國上海市出版的一份面向中、小學生和教師的英文學習報紙，也是中華人民共和國第一份以中、小學生群體為閱讀對象的英文報紙，訂閱用戶以學校為主。該報隸屬於上海報業集團，最初是由解放日報社和上海外語教育出版社主辦，創刊於1985年6月12日。1993年9月，該報創辦面向小學生的《小學生英文畫報》。

## 外部連結
- 官方网站